# Alianza Republicana Nacionalista
Alianza Republicana Nacionalista  (Nationalistisk Republikansk Alliance) (ARENA) er et salvadoransk konservativt politisk parti. Det blev grundlagt 30. september 1981 af Roberto D'Aubuisson, som opposition til den reformistiske militærjunta, der regerede El Salvador på det tidspunkt. ARENA havde præsidentposten fra 1989 til 2009. 
ARENA opstod som modsvar til oprøret startet af FMLN, der ønskede at afsætte regeringen og indsætte et statsregime, inspireret af regeringerne i det revolutionære Cuba og Sandinistisk Nicaragua. 
Partiets ideologi tror på et system med en demokratisk og repræsentativ regering, der varetager det enkelte individs rettigheder og respekterer den private ejendomsret.

## Struktur
ARENA er opelt i 8 sektorer: Landbrug, Landmænd, Erhverv, Kvinder, Ungdom, Professionelle of Brødre udenfor.
Den øverste autoritet i partiet er Comité Ejecutivo Nacionalista (COENA), der beståt af 13 medlemmer. Medlemmerne bliver valgt på den årlige generalforsamling, af medlemmer af ARENA fra hele landet.

## Præsidenter fra ARENA
- Alfredo Cristiani (1989 – 1994)
- Armando Calderón Sol (1994 – 1999)
- Francisco Flores Pérez (1999 – 2004)
- Antonio Saca (2004 – 2009)